# ドミトリー・ムセルスキー
ドミトリー・ムセルスキー（ロシア語: Дмитрий Александрович Мусэрский, 1988年10月29日 - ）は、ロシアの男子バレーボール選手。ロシア代表。

## 来歴
ウクライナ・マキイフカ出身（当時ソビエト社会主義共和国連邦）。
2012年ロンドンオリンピック決勝のブラジル戦では、第3セットでオポジットに配置され、チーム中最多の31得点をあげて、逆転優勝に貢献した。218cmという身長は、2013年ワールドリーグの参加選手中、最長身だった。
2014年CEVチャンピオンズリーグでは優勝に貢献するとともにベストブロッカーを獲得した。
2016年、怪我によりリオデジャネイロオリンピック出場を辞退。
2018/19シーズンは日本でプレーする可能性が報じられ、8月にV.LEAGUE DIVISION1のサントリーサンバーズに入団。V.LEAGUEでも実力を発揮し、2018-19シーズンに得点王、スパイク賞、ベスト6を受賞し、2019-20シーズンもベスト6を受賞した。そして、2020-21シーズン、最高殊勲選手賞（MVP）に輝く活躍でチームを14シーズンぶりの優勝に導き、サーブ賞、ベスト6も受賞した。
2021年、東京オリンピック前の公式戦ネーションズリーグで負傷を負い、2大会連続で怪我によるオリンピック出場辞退とアナウンスされた。しかし、怪我はそれほど重傷ではなく、2013年5月のドーピング検査の結果による失格処分が不出場の原因であり、2013年5月当時は陽性反応であったことが隠されていて、ムセルスキーは自身にも知らされてなかったとロシアでのインタビューで述べた。FIVBから2021年4月5日-2022年1月4日まで選手活動の一時停止処分を受け、サントリーでもそれに従い同日まで出場を見合わせることとなった。2022年から再びサントリーの試合に出場し、シーズン途中からの出場のため規定試合出場数を満たさず個人技術ランキングには掲載されないが、V・レギュラーラウンド20試合で481得点を取り、総得点ランキングで8位に相当する得点を挙げるなど、チームの連覇に貢献した。第70回黒鷲旗全日本選抜大会でもチームの優勝に貢献し、自身も黒鷲賞（最高殊勲選手賞）を受賞した。
2022-23シーズン、サントリーはV1男子ファイナルで敗れ準優勝で3連覇を逃すが、敢闘賞、ベスト6を受賞となる活躍を見せチームに貢献した。その後の第71回黒鷲旗全日本選抜大会でも敢闘賞とベスト6を受賞。その後に開催されたアジアクラブ選手権でサントリーの優勝に貢献し、MVPを受賞した。

## 球歴
- ロシア代表
  - オリンピック - 2012ロンドン
  - 世界選手権 - 2014年、2018年
  - ワールドカップ - 2011年、2015年
  - 欧州選手権 - 2011年、2013年、2015年、2019年
  - ワールドリーグ - 2011-2017年
  - ネーションズリーグ - 2018-2021年

## 所属クラブ
- ロコモティフ・ベロゴリエ（2007-2008年）
- メタロインヴェスト・スタールイ・オスコル（2008年）
- ベロゴリエ・ベルゴロド（2008-2018年）
- サントリーサンバーズ（2018年-）

## 受賞歴
- 2010年 - ワールドリーグ - ベストブロッカー賞
- 2011年 - ワールドリーグ - ベストサーバー賞
- 2013年 - ワールドリーグ - ベストミドルブロッカー賞
- 2013年 - 欧州選手権 - MVP
- 2013年 - グラチャンバレー - MVP
- 2014年 - 欧州チャンピオンズリーグ - ベストミドルブロッカー賞
- 2014年 - 世界クラブ選手権 - MVP
- 2018年 - ネーションズリーグ - ベストミドルブロッカー賞
- 2019年 - 2018-19 V.LEAGUE DIVISION1 得点王、スパイク賞、ベスト6
- 2019年 - 第68回黒鷲旗全日本選抜大会 黒鷲賞（MVP）、ベスト6
- 2020年 - 2019-20 V.LEAGUE DIVISION1 MEN ベスト6
- 2021年 - 2020-21 V.LEAGUE DIVISION1 MEN 最高殊勲選手賞（MVP）、サーブ賞、ベスト6
- 2022年 - 第70回黒鷲旗全日本選抜大会 黒鷲賞（MVP）、ベスト6
- 2023年 - 2022-23 V.LEAGUE DIVISION1 MEN 敢闘賞、ベスト6、フェアプレー賞
- 2023年 - 第71回黒鷲旗全日本選抜大会 敢闘賞、ベスト6
- 2023年 - アジアクラブ選手権 MVP
- 2024年 - 2023-24 V.LEAGUE DIVISION1 MEN ベスト6